# La Concordia
La Concordia é um município do estado do Chiapas, no México. A população do município calculada no censo 2005 era de 40.189 habitantes.